# Epiphragma adoxum
Epiphragma adoxum är en tvåvingeart som beskrevs av Alexander 1953. Epiphragma adoxum ingår i släktet Epiphragma och familjen småharkrankar. Inga underarter finns listade i Catalogue of Life.